# Eisenbahnverordnung (Schweiz)
Die schweizerische Eisenbahnverordnung (EBV) respektive Verordnung über Bau und Betrieb der Eisenbahnen (SR 742.141.1) wurde am 23. November 1983 beschlossen und trat am 1. Januar 1984 in Kraft.
Die Verordnung regelt Planung, Bau, Betrieb, Instandhaltung und Rückbau von Bauten, Anlagen und Fahrzeugen der Eisenbahnen sowie elektrischen Teilen von Trolleybusanlagen und Trolleybusfahrzeugen. Sie bezweckt die Sicherheit der Eisenbahnen und gilt für alle Eisenbahnen, die dem Eisenbahngesetz (EBG) unterstehen.

## Grundlage
Gesetzliche Grundlage bilden Artikel 17 (Absatz 2) und 97 des Eisenbahngesetzes (SR 742.101) vom 20. Dezember 1957, Artikel 3 (Absatz 2, Buchstabe c) des Elektrizitätsgesetzes (SR 734.0) vom 24. Juni 1902 sowie Artikel 9 des Trolleybus-Gesetzes (SR 744.21) vom 29. März 1950.

## Ausführungsbestimmungen
Details zur EBV werden gemäss Artikel 81 in den «Ausführungsbestimmungen zur Eisenbahnverordnung» (AB-EBV) ausgeführt und vom UVEK erlassen. Die AB-EBV (SR 742.141.11) sind als Loseblattsammlung konzipiert und werden weder in der Systematischen Rechtssammlung (SR) noch in der Amtlichen Sammlung (AS) publiziert. Druckausgaben erstellt das Bundesamt für Bauten und Logistik (BBL), während die elektronischen Ausgaben vom zuständigen Bundesamt für Verkehr (BAV) publiziert werden.

## Änderungen
Die Fassung vom 13. Mai 2020, in Kraft seit 1. Januar 2021, bildet die 25. Fassung der Eisenbahnverordnung. Sie löste mit Inkrafttreten der ersten Fassung fünf bestehende Verordnungen ab, die in der EBV neu zusammengefasst und damit aufgehoben wurden.
Das Bundesamt für Verkehr (BAV) forderte 2003 die Bahnen auf, Sanierungskonzepte für Bahnübergänge vorzulegen, die nicht mehr dem verlangten Sicherheitsstandard entsprachen. Die revidierten gesetzlichen Grundlagen, die zuvor in drei gesonderten Verordnungen behandelt worden waren und sich mit der Sicherung und Signalisierung von Bahnübergängen befasst hatten, wurden dabei neu in die Eisenbahnverordnung integriert und traten am 14. Dezember 2003 in Kraft. Mit der Änderung wurden Bahnen inhaltlich verpflichtet, Bahnübergänge, die der Verordnung nicht entsprechen, aufzuheben oder bis spätestens 31. Dezember 2014 anzupassen (Art. 37, Abs. 1). Die Regelung wurde mit Beschluss vom 19. September 2014 in die Übergangsbestimmung (Art. 83f, Abs. 1) verschoben und ergänzt.

## Aufhebung bisherigen Rechts
Mit Inkrafttreten der Eisenbahnverordnung wurde gemäss Artikel 82 folgendes Recht aufgehoben:
- Verordnung betreffend Bau und Betrieb der schweizerischen Nebenbahnen

SR 742.141.4, Beschluss vom 19. März 1929
- Verordnung über die Begrenzung des lichten Raumes und der Fahrzeuge der schweizerischen Normalspurbahnen

SR 742.141.2, Beschluss vom 12. November 1929
- Verordnung betreffend den Unterhalt des Rollmaterials der schweizerischen Hauptbahnen

SR 742.143.1, Beschluss vom 14. Juli 1910
- Verordnung betreffend Festsetzung der höchsten Fahrgeschwindigkeiten auf den schweizerischen Hauptbahnen

SR 742.143.2, Beschluss vom 19. Februar 1929
- Verordnung betreffend die Einführung der durchgehenden Güterzugsbremse im Bereiche der Schweizerischen Bundesbahnen und der normalspurigen Privatbahnen

SR 742.141.1, Beschluss vom 24. April 1929
Mit Inkrafttreten der Fassung vom 14. Dezember 2003 wurden aufgehoben:
- Verordnung über die Signalisierung von Bahnübergängen

SR 742.148.31, Beschluss vom 15. Dezember 1975
- Verordnung über den Bau von automatischen Anlagen zur Sicherung von Niveauübergängen

SR 742.148.311, Beschluss vom 15. Juli 1970
- Verordnung über die Fristen zur Anpassung der Signalisierung von Bahnübergängen

SR 742.148.312, Beschluss vom 3. September 1979
Mit Inkrafttreten der Fassung vom 1. Juli 2012 wurde aufgehoben:
- Verordnung über elektrische Anlagen von Bahnen

SR 734.42, Beschluss vom 5. Dezember 1994